# Bernat (Bages)
El Bernat és una muntanya de 609 metres que es troba al municipi de Talamanca, a la comarca catalana del Bages.